# Шемякин, Андрей Михайлович
Андрей Михайлович Шемякин (12 января 1955, Вильнюс — 29 ноября 2023, Москва) — российский киновед, кинокритик, режиссер документального кино, культуролог, сценарист. Кандидат филологических наук. Автор и ведущий программы «Документальная камера» на телеканале «Культура». Вице-президент Гильдии киноведов и кинокритиков России. Председатель отборочной комиссии фестиваля документального кино «Россия». Председатель отборочной комиссии кинофестиваля «Лучезарный ангел». Член Правления Гильдии кинодраматургов. Преподаватель Высшей школы культурной политики МГУ и старший преподаватель Высшей школы телевидения МГУ. Руководитель киностудии «Кинокомпания Шемякина».

## Биография
Андрей Михайлович Шемякин родился в Вильнюсе, в пять лет переехал с мамой, вышедшей в 1959 году замуж за М.М. Шемякина, в Москву, что сильно повлияло на его «восприятие языка и впоследствии продиктовало особенности письма и литературной работы в целом».
В 1977 году закончил романо-германское отделение филфака МГУ
В 1978—1980 годах учился в аспирантуре Института мировой литературы имени А. М. Горького РАН (сокр. ИМЛИ)
С 1981 по 1989 год работал в ИМЛИ младшим научным сотрудником в Группе истории литературы США под руководством Ясена Николаевича Засурского. «И в это же десятилетие, сделав глубоко личный выбор, ушёл в кино, как другие уходят в эмиграцию».
В декабре 1985 года защитил кандидатскую диссертацию на тему «Американский роман конца 18-го века: генезис и проблемы эволюции», утверждённую в конце 1986.  Не вступил в КПСС, и это  отодвинуло защиту на 5 лет.
Статьи Андрея Шемякина публиковались с 1978 года. На его счету более 1000 публикаций в газетах, журналах и сборниках.
В ноябре 1989 года перешёл в НИИ киноискусства на должность старшего научного сотрудника в отдел «История советского кино», впоследствии переименованный в «Отдел междисциплинарных исследований».
На телевидении работал со второй половины 1990-х годов. С момента создания телеканала «Культура» и по май 1998 года — сотрудник Отдела документального кино, с мая 1998 по январь 2002 — эксперт информационно-аналитического отдела телесети «Прометей-АСТ».
В 1996 году Андрей Шемякин дебютировал в качестве ведущего программы «Карэ» (продюсер Валерий Горчаков, автор Евгений Хмелев) на канале «Российские университеты».
В 2000 году появилась концепция передачи «Документальный экран», бессменным ведущим и автором которой был Андрей Шемякин (с 2000 по 2001 — телесеть «Прометей-АСТ», 2002 — канал «Культура»). С 2000 и до 2003 года было создано 83 программы.
С 2003 года по 2023 год — автор и ведущий программы «Документальная камера» на канале «Культура».
С 2001 года — ведущий научный сотрудник НИИ киноискусства.
С 2003 по 2011 годы — директор Центра РГГУ «История и визуальная культура», с сентября 2013-го — старший преподаватель кафедры истории и теории культуры.
С лета 2006-го — сооснователь «Студии Андрея Шемякина», специализировавшейся на документальном кино. В апреле 2021 года, после конфликта интересов с одном из сооснователей, создали с коллегами новую студию — «Кинокомпания Шемякина».
Художественный руководитель проекта «История киноначальников, или Строители и перестройщики» — девять документальных фильмов, хронометражом 39 минут, о ситуации в отечественной киноотрасли в XX веке (от 1920-х и до 1990-х) и ее руководителях. (Автор идеи Валерий Фомин. Фильмы демонстрировались в эфире ГТРК «Культура»).
Общественная деятельность
- С 1988 года — член Академии киноискусств «Ника»
- С 1989 года — Член Союза кинематографистов России
- С начала 90-х годов Андрей Шемякин — член ФИПРЕССИ — Международной федерации кинопрессы (член жюри ФИПРЕССИ на кинофестивалях в Кракове (1992), Оберхаузене (1996), Сан-Себастьяне (1997). Работал в основных жюри международных («Молодость» в Киеве, 1989), в Тампере (1998) и отечественных (в том числе, «Кинотавр» — 1993, «Окно в Европу» — 2001) кинофестивалей. Дважды был председателем жюри на Российском фестивале антропологических фильмов в Салехарде (1998, 2001).
- В 1992 году выступил одним из создателей новой в России специальности — фестивальный менеджмент, которую с 2022 года преподавал в Высшей школе культурной политики МГУ.
- С 1996-го — неизменный председатель отборочной комиссии фестиваля документального кино «Россия» в Екатеринбурге.
- С 1996 года — член Правления Гильдии неигрового кино России
- С 2008 года — председатель отборочной комиссии кинофестиваля «Лучезарный Ангел»
- С декабря 2012 по июнь 2015 года — президент Гильдии киноведов и кинокритиков России, далее, вплоть до февраля 2023 года — вице-президент Гильдии.
- С 2015 года — старший преподаватель Высшей школы телевидения МГУ.
- С марта 2023 года — член Правления Гильдии кинодраматургов СК РФ.

В междисциплинарной гуманитарной науке разрабатывал концепцию «Визуальное киноведение».
Скончался 29 ноября 2023 года. Похоронен в  Москве, рядом с родителями  и братом  на Новодевичьем кладбище, участок 7, ряд 14, место 2.

## Награды и призы
- 1991 — диплом Венгерской киношколы города Эгере
- В 1994 году за цикл авторских колонок и статей в газете «Экран и сцена» был удостоен профессионального Приза Кинопрессы как лучший журналист года, пишущий в газетах.
- В 1996 году по результатам опроса профессионального журнала «Искусство кино (№ 1)» вошёл в первую десятку наиболее авторитетных деятелей российского кино.
- В 1996 году вместе с другими авторами удостоен приза Гильдии Киноведов и кинокритиков России за коллективную монографию «Кинематограф Оттепели. Часть I» (Издательство «Материк», 1996)
- 28 апреля 2003 года вместе с коллегами вновь удостоен приза Гильдии Киноведов и кинокритиков России за коллективную монографию «Кинематограф Оттепели. Часть II» (Издательство «Материк», 2002) в номинации «Лучшее исследование по истории и теории кино».
- 2006 — приз Гильдии киноведов и кинокритиков «Белый слон» за программу «Документальная камера» как авторский проект в номинации «Критика в электронных СМИ»
- 24 сентября 2004 года коллективу передачи «Документальная камера» (автор идеи и ведущий Андрей Шемякин; режиссеры Наталия Примакова, Андрей Нянькин; сценарист и редактор Ольга Кузнецова; администратор Александр Семкин; руководитель программы Сергей Бражников) за программу «Вертов и Рифеншталь — герои, жертвы» (автор сценария и режиссер Наталия Примакова) присуждена премия ТЭФИ Академии Российского телевидения в номинации «Программа об искусстве».
- 2006 — 3 февраля в Госфильмофонде России проходил юбилейный 10-й кинофестиваль «Белые Столбы 2006», на котором была награждена телевизионная программа Андрея Шемякина «Документальная камера», в номинации «Лучшая телевизионная программа о кино»
- 2007 — ТЭФИ «За вклад в профессию автора-ведущего»
- 2012 — Приз телеканала «Страна» «За лучший научно-популярный фильм» — фильм «Отец в командировке» (автор Андрей Шемякин, режиссёр Виктория Лопач)
- 2015 — Приз Московской Патриархии «За труды. В связи с 60-летием»
- 2015 — Академия телевидения и радио Армении присвоила Шемякину Андрею Михайловичу звание почётного академика (Свидетельство № 035) «За многолетнюю и добросовестную работу и вклад в области теле- и радиовещания»

## Семья
Отец (биологический) — Киневичюс Мариан Богданович, председатель Вильнюсского горисполкома. Застрелился в 1959 году.
Отчим — Шемякин Михаил Михайлович (26.07.1908—26.06.1970), химик-органик, специалист в области химии природных соединений. Академик АН СССР (1958; член-корреспондент, 1953). Герой Социалистического Труда (1969). Директор Института биоорганической химии (теперь носит его имя и имя академика Ю. А. Овчинникова). Жил в Москве на Садовой-Сухаревской улице, 21 (1908—29; не сохранился); в Большом Кисловском переулке, 5 (1929—59); на Ленинском проспекте, 13 (1959—69); в Выставочном переулке, 3 (1969—70). Похоронен в Москве на Новодевичьем кладбище.
Мать — Кугатова-Шемякина Гали Павловна (28.05.1918—06.1970), химик-органик, доктор химических наук, профессор, заведующая лабораторией Института химии природных соединений (Институт биоорганической химии). Похоронена в Москве на Новодевичьем кладбище рядом с мужем. 
Старший брат — Шемякин Сергей Михайлович (1942—1987) Похоронен в Москве на Новодевичьем кладбище рядом с родителями.
Был несколько раз женат.
Третья супруга — Валентина Сергеевна Шемякина (Фирсова) (10.05.1960—14.04.2021) родилась в Кыштыме Челябинской области. Окончила ВГИК с красным дипломом, затем там же аспирантуру. Киновед, работала редактором на картине В. Ускова и В. Краснопольского «Ермак», в журналах «ТВ-Парк» и «Кинопроцесс», в «Общей газете», заведующая отделом газеты «Семь дней» (1995 г., потом газета поменяла профиль, редакция во главе с Ириной Петровской и Анной Качкаевой ушла в знак протеста), далее, до последних дней жизни, работала главным редактором компании Film Prestige, Cinema Prestige. Познакомились в 1985-м в Москве, в Доме кино, поженились в 1991-м. «Детей не было, — радиация, „Маяк“ был нашим первым Чернобылем, вплоть до фильма Виталия Трояновского „Дорога на Маяк“ (1995) это была зона неупоминания». Похоронена в Москве на Ваганьковском кладбище.
О своих родителях Андрей Михайлович совместно с режиссёром Викторией Лопач с 2011 по 2018 гг. сделал три фильма: «Отец в командировке», «Не всё о моей маме», «Свои неродные, или Никто не хотел убивать».

## Избранная фильмография
Документальные фильмы
- 2007 — «Неизвестный Савва Кулиш: Грёзы о земле и небе» (авторы сценария А. Шемякин и О. Смакова, режиссер О. Смакова)
- 2007 — «Александр Ханжонков. Последний император». Фильм 1-й документального проекта «История киноначальников, или Строители и перестройщики» (ООО «Студия Андрея Шемякина» по заказу ГТРК «Культура»; автор идеи В. Фомин, автор сценария А. Шемякин при участии Н. Яковлевой; режиссер А. Ладога; монтаж: А. Демидов)
- 2008 — «30-е. Борис Шумяцкий. История советского Голливуда». Фильм 3-й документального проекта «История киноначальников, или Строители и перестройщики» (ООО «Студия Андрея Шемякина» по заказу ГТРК «Культура»; автор В. Фомин; режиссер Д. Лавриненко; редактор хроники Н. Яковлева; монтаж А. Домбровский, И. Гафиров)
- 2008 — «Михаил Литвяков. Один день и вся жизнь» (из цикла «Документальная камера»; авторы сценария А. Шемякин, О. Кузнецова-Тарасова; режиссер О. Кузнецова-Тарасова)
- 2008 — «Заложники будущего». Фильм о жизни и творчестве Давида Давидовича Бурлюка — русского поэта, художника, одного из основоположников российского футуризма (из цикла «Документальная камера»; ООО «Студия Андрея Шемякина», авторы сценария А. Шемякин, Н. Евдаев; режиссер Р. Р. Кармен; операторы: Р. Р. Кармен, А. Шафран, А. Тайдаков)
- 2008 — «40-е: Иван Большаков. Киномеханик Сталина». Фильм 4-й документального проекта «История киноначальников, или Строители и перестройщики» (ООО «Студия Андрея Шемякина» по заказу ГТРК «Культура»; автор В. Фомин; режиссер А. Голикова; редактор хроники Н. Яковлева; монтаж А. Пасечный)
- 2008 — «50-е: Иван Пырьев. Иван-строитель». Фильм 5-й документального проекта «История киноначальников, или Строители и перестройщики» (ООО «Студия Андрея Шемякина» по заказу ГТРК «Культура»; автор В. Фомин; режиссер А. Ладога; редактор хроника Н. Яковлева; монтаж: А. Домбровский
- 2009 — «Виталий Мельников. Жизнь, кино» (из цикла «Документальная камера»; авторы сценария А. Шемякин, О. Тарасова; режиссер О. Тарасова)
- 2010 — «Андрей Эшпай: воплощение Музыки» (авторы сценария А. Шемякин, Е. Печкурова; режиссер Е. Печкурова)
- 2010 — «Школьный фильм как документ времени» (из цикла «Документальная камера»; авторы сценария А. Шемякин, Е. Печкурова; режиссер Е. Печкурова)
- 2010 — «Танец и Время» (из цикла «Документальная камера»; авторы сценария А. Шемякин, Е. Печкурова; режиссер Е. Печкурова)
- 2011 — «60-е: „Оттепель“, или Тайные стратегии обновления». Фильм 6-й документального проекта «История киноначальников, или Строители и перестройщики» (ООО «Студия Андрея Шемякина» по заказу ГТРК «Культура»; автор В. Фомин; авторы сценария В. Фомин, Д. Хренова; режиссеры А. Шувиков, Д. Хренова; редакторы хроники Б. Борисов, М. Еременко; монтаж А. Домбровский)
- 2011 — «70-е: Золотой век „застоя“. Филипп Ермаш и Владимир Баскаков». Фильм 7-й документального проекта «История киноначальников, или Строители и перестройщики» (ООО «Студия Андрея Шемякина» по заказу ГТРК «Культура»; автор В. Фомин; авторы сценария: А. Шемякин, Д. Хренова; режиссер А. Голикова; монтаж А. Домбровский)
- 2011 — «80-е: Гибель империи Филиппа Ермаша». Фильм 8-й документального проекта «История киноначальников, или Строители и перестройщики» (ООО «Студия Андрея Шемякина» по заказу ГТРК «Культура»; автор В. Фомин; автор сценария М. Косинова; режиссер А. Голикова; редакторы хроники Б. Борисов, М. Еременко; монтаж А. Домбровский, И. Волков)
- 2011 — «90-е: Перемена участи». Фильм 9-й документального проекта «История киноначальников, или Строители и перестройщики» (ООО «Студия Андрея Шемякина» по заказу ГТРК «Культура»; автор В. Фомин; авторы сценария: Д. Хренова, А. Шемякин; режиссеры Н. Журавлева, Д. Хренова; редакторы хроники Б. Борисов, М. Еременко; монтаж А. Пасечный, А. Домбровский)
- 2015 — «Не все о моей маме». Об учёном-химике Г. Кугатовой-Шемякиной рассказывает сын — культуролог и телеведущий Андрей Шемякин (ООО «Студия Андрея Шемякина»; режиссёр Виктория Лопач; в 2015 году фильм вошел в специальную программу Международного фестиваля документального кино «Флаэртиана»)
- 2018 — «Грёзы о советском Голливуде». Фильм 1-й проекта Валерия Фомина «Наше кино. Чужие берега» (ООО «Студия Андрея Шемякина» по заказу ГТРК «Культура»)
- 2018 — «Мы на горе всем буржуям…». Фильм 2-й проекта Валерия Фомина «Наше кино. Чужие берега» (ООО «Студия Андрея Шемякина» по заказу ГТРК «Культура»; режиссер Е. Демидова; звукорежиссер В. Брус; худ. руководитель А. Шемякин; продюсеры: Н. Лисовская, В. Голиков)
- 2018 — «Дружба заклятых врагов». Фильм 3-й проекта Валерия Фомина «Наше кино. Чужие берега» (ООО «Студия Андрея Шемякина» по заказу ГТРК «Культура»; режиссер А. Голикова; звукорежиссер В. Брус; худ. руководитель А. Шемякин; продюсеры Н. Лисовская, В. Голиков)
- 2018 — Смерть на взлёте (фильм 4-й проекта Валерия Фомина «Наше кино. Чужие берега»); производство: ООО «Студия Андрея Шемякина» по заказу ГТРК «Культура»; режиссер С. Карчевина; звукорежиссер В. Брус; худ. руководитель А. Шемякин; продюсеры: Н. Лисовская, В. Голиков
- 2019 — «Илья Кормильцев. В поисках цельного человека». К 60-летию крупнейшего рок-поэта, прозаика, переводчика, издателя, гуманитарного мыслителя Ильи Кормильцева (автор Андрей Шемякин, режиссёр Анна Голикова)
- 2020 — «Путешественники с багажом холодной войны» (цикл «Документальная камера», ООО «Студия Андрея Шемякина» для ТК «Россия-Культура»; автор А. Шемякин; режиссер Е. Толдонова)
- 2021 — «На пепелище». О первом послевоенном десятилетии, вошедшем в историю советского кино как эпоха «малокартинья». Фильм 5-й проекта Валерия Фомина «Наше кино. Чужие берега» (ООО «Студия Андрея Шемякина» по заказу ГТРК «Культура»)
- 2021 — «После золота серебро». О кинематографе «оттепели», который стал серебряным веком нашего кино. Фильм 6-й проекта Валерия Фомина «Наше кино. Чужие берега» (ООО «Студия Андрея Шемякина» по заказу ГТРК «Культура»)
- 2021 — «Наш паралич лучший в мире». О 70-х годах XX века в советском кино. Фильм 7-й проекта Валерия Фомина «Наше кино. Чужие берега» (ООО «Студия Андрея Шемякина» по заказу ГТРК «Культура»)
- 2021 — «Цена свободы». О «перестройке» в кинематографе. Фильм 8-й проекта Валерия Фомина «Наше кино. Чужие берега» (ООО «Студия Андрея Шемякина» по заказу ГТРК «Культура»)
- 2021 — «Оттепель старшего поколения, или Второе дыхание» (ООО «Студия Андрея Шемякина», автор А. Шемякин, режиссер А. Борисов)

Сценарии программ из цикла «Документальный экран» (2000—2002)
- 2000 — «Екатеринбург — 1999 Фестиваль без конца и без края» (сценарный дебют, 52 мин., режиссер Руслан Заварзин)
- 2000 — «Госфильмофонд — Память века» (52 мин., режиссер Леонид Ситников)
- 2002 — «Время по Виноградову» (режиссер Людмила Сукач)
- 2002 — «Прощание славянки. История одного кадра» (режиссер Людмила Сукач)

Сценарии программ из цикла «Документальный экран» телеканала «Культура»
- 2006 — «80-е — парадоксы свободы» (режиссер Ольга Тарасова)
- 2006 — «Восток — дело тонкое» (режиссер Ольга Тарасова)
- «Документальный Дрейер. Показать Невидимое» (режиссер Наталия Примакова)
- «Послесловие: Вадим Абдрашитов — Александр Миндадзе, 50 лет одиночества» (режиссер Елена Алфёрова)
- «Ритуалы и зрелища в Обществе спектаклей» (режиссер Ольга Тарасова)
- «Сквозь дыры в железном занавесе» (режиссер Андрей Ладога/Нянькин/)
- «Тревожные ландшафты природы» (режиссер Ольга Тарасова)
- «Тугие узлы истории» (режиссер Андрей Ладога/Нянькин/)
- «Хиты и провалы в документальном кино» (режиссер Андрей Ладога/Нянькин/)
- «Варшава — город культурной памяти» (режиссер Светлана Харчевина)
- «Мадрид — город исторической памяти» (режиссер Георгий Сушко)

Сценарии документальных фильмов
- «Алексей Дидуров — жизнь после» (режиссер Анна Голикова)
- «Андрей Тарковский — невозвращение ветра» (режиссер Светлана Харчевина)
- «Заложники будущего» (единственная режиссерская работа оператора Романа Кармен-мл.)
- «Илья Кормильцев. В поисках цельного человека» (режиссер Анна Голикова)
- «Колин Росс — учитель Дьявола» (режиссеры Анна Голикова, Кирилл Захаров)
- «Не всё о моей маме» (режиссер Виктория Лопач)
- «Отец в командировке» (режиссер Виктория Лопач)
- «Свои неродные, или Никто не хотел убивать» (режиссер Виктория Лопач)
- «СССР-ЧССР.1918/1968: Сон о несправедливом возмездии» (режиссер Анна Голикова)

Напечатанный сценарий:
«Террор в кино и наяву» Философский журнал Елены Петровской «Синий диван».№ 19
Поставленный сценарий, заказанный другой студией:
2009 — «Борис Барнет. Легенда о режиссёре» (режиссер Андрей
Разумовский-младший. Студия «Фора-фильм»)